# Oscasale
Oscasale è una frazione del comune cremonese di Cappella Cantone posta a nordovest del centro abitato.

## Storia
La località era un piccolo villaggio agricolo di antica origine del Contado di Cremona con 305 abitanti a metà Settecento.
In età napoleonica, dal 1809 al 1816, Oscasale fu frazione di San Bassano, recuperando l'autonomia con la costituzione del Regno Lombardo-Veneto.
Nel 1842 i governanti austriaci decisero la soppressione del comune di Oscasale annettendolo a Cappella Cantone.